# Дейманівський заказник
Де́йманівський заказник — ландшафтний заказник загальнодержавного значення в Україні. Розташований у межах Лубенського району Полтавської області, між селами Дейманівка і Шкурати, що на схід від міста Пирятин. 
Площа 622,7 га. Створений 1989 року. Перебуває у віданні: Дейманівська сільська рада. 
Дейманівський заказник входить до складу Пирятинського національного природного парку.

## Флора
Охороняється ділянка заплави річки Удаю з озерами. Зростає бл. 100 видів судинних рослин, з них багато рідкісних: латаття сніжно-біле, ряска горбата, вольфія безкоренева, сальвінія плаваюча, занесена до Червоної книги України. 
На території заказника можна ознайомитися з рослинністю осокових та високотрав'яних боліт. Найчастіше трапляються очерет звичайний, рогіз широколистий, лепешняк високий. Також тут зростає хвощ річковий, китник очеретяний, вербозілля звичайне, живокіст лікарський, плетуха звичайна, водяний хрін австрійський, чихавка хрящувата, м'ята болотна, калюжниця болотна. Досить звичайним явищем є групи верб на болотах, що складаються із верби попелястої, козячої та вушкатої. На території заказника виявлені зарості рідкісної рослини — бобівника трилистого та коручки болотної, занесеної до Червоної книги України.

## Фауна
Заказник — місце гніздування водоплавних і водно-болотних птахів: качок, куликів, зокрема ходуличника, занесеного до Червоної книги України. 
У Дейманівському заказнику проживають 242 види наземних хребетних. Серед них відмічено 13 видів, занесених до Червоної книги України, 5 видів, занесених до Європейського Червоного списку та 20 регіонально рідкісних. Із видів, що мають мисливське значення, тут можна зустріти лося, лисицю звичайну, кабана тощо. Серед плазунів в заказнику мешкають гадюка звичайна, черепаха болотна, вуж звичайний, ящірка прудка. На території заказника трапляється 175 видів птахів. Можна відмітити такі види, занесені до Червоної книги України: ходуличник, поручайник, журавель сірий.